# Peter Christoph Geier
Peter Christoph Geier (* vor 1682 in Lüneburg; † April 1713) war ein deutscher Rats- und Glockengießer in Lübeck.

## Leben
Bevor er nach Lübeck kam, war Geier in Glückstadt, Kopenhagen, Wolfenbüttel, Hamburg und Berlin als Gießer tätig. Er heiratete in Lübeck 1682 und war Geselle bei dem Ratsgießer Albert Benningk, der als Stückgießer für seine europaweite Geschützproduktion bekannt wurde. 1705 wurde Geier Ältermann der Rotgießer in Lübeck. Aus seiner Zeit als Ratsgießer in Lübeck von 1696 bis 1713 sind nur zwei von ihm gegossene Glocken überliefert. Zwei seiner Töchter heirateten spätere Lübecker Ratsgießer, Lorenz Strahlborn und seinen Nachfolger Johann Hinrich Armowitz.